# Aeroporto Internacional de San Diego
O Aeroporto Internacional de San Diego (IATA: SAN, ICAO: KSAN, FAA LID: SAN), também conhecido como Aeroporto Internacional de Lindbergh Field, é um aeroporto público localizado em San Diego, Califórnia, Estados Unidos. O Aeroporto Internacional de San Diego é um dos mais movimentados dos Estados Unidos, com cerca de 600 partidas e chegadas diárias, movimentando mais de 50 mil passageiros por dia, totalizando 18,3 milhões de passageiros em 2007.
É o principal hub da companhia aérea Southwest Airlines.

## Terminais, companhias aéreas e destinos
O aeroporto possui três terminais:

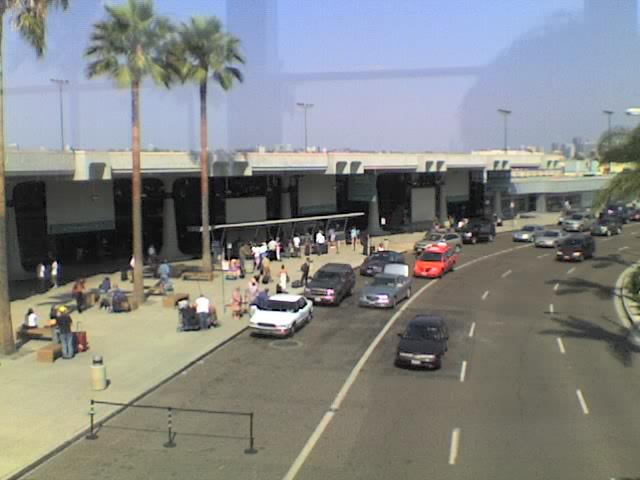
Terminal 1

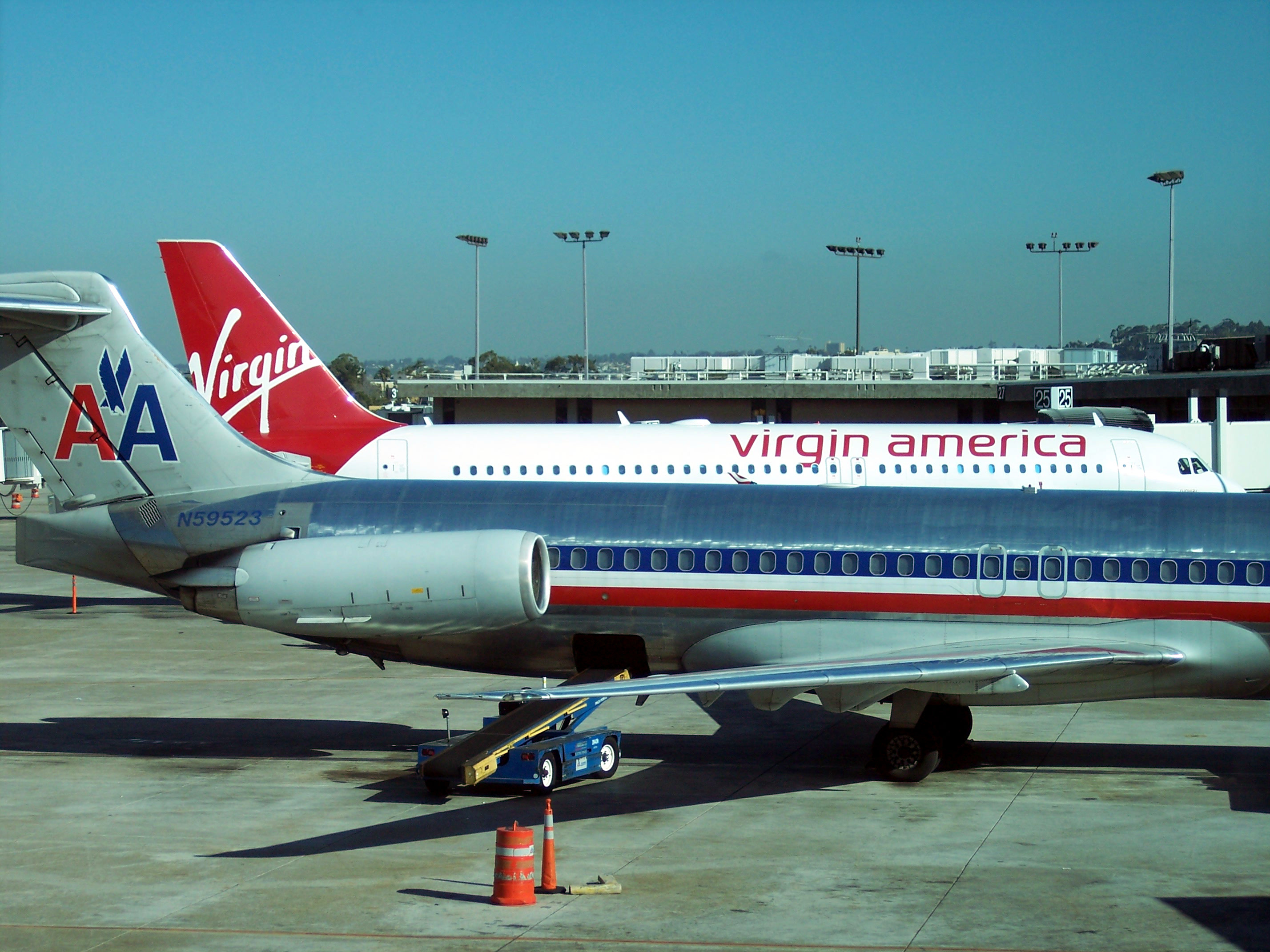
MD80 da American Airlines e A319 da Virgin America no Terminal 2

- O Terminal 1 se compõe de duas partes: leste e oeste tem 19 portas, numeradas 1–19.

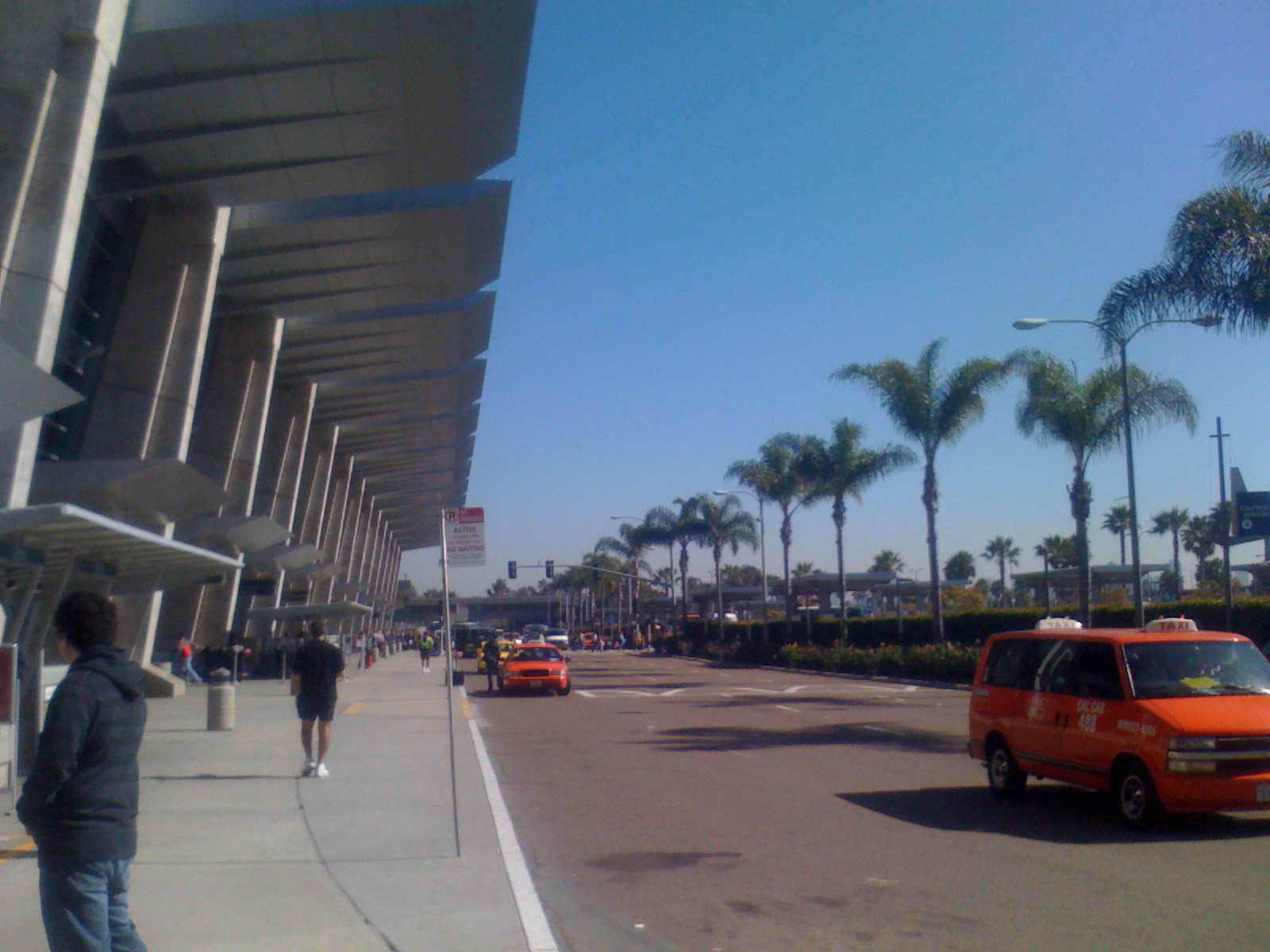
Terminal 2
- O Terminal 2 se compõe de duas partes: leste e oeste tem 22 portas, numeradas 20–41.
- Todas das chegadas internacionais do aeroporto são operadas no Terminal 2.

Terminal "Commuter"
- O Terminal Commuter tem 4 portas, numeradas 1–4. Atualmente, todos os voos do Terminal Commuter são entre San Diego e o Aeroporto Internacional de Los Angeles.

## Principais destinos
| Posição | Cidade                | Passageiros | Companhia aérea                   |
| ------- | --------------------- | ----------- | --------------------------------- |
| 1       | São Francisco, CA     | 726,000     | Southwest, United, Virgin America |
| 2       | Phoenix, AZ           | 630,000     | Southwest, US Airways             |
| 3       | Denver, CO            | 580,000     | Frontier, Southwest, United       |
| 4       | Chicago, IL (ORD)     | 400,000     | American, United                  |
| 5       | Los Angeles, CA       | 390,000     | American, Delta, United           |
| 6       | Dallas/Fort Worth, TX | 390,000     | American                          |
| 7       | Las Vegas, NV         | 372,000     | Southwest                         |
| 8       | Atlanta, GA           | 359,000     | Delta                             |
| 9       | Oakland, CA           | 358,000     | Southwest                         |
| 10      | Sacramento, CA        | 348,000     | Southwest                         |

### Companhias de carga
- Capital Cargo International Airlines - Toledo, Phoenix, Guadalajara, Apodaca
- DHL Express operado pela ABX Air - Cincinnati/Northern Kentucky, Phoenix
- FedEx - Memphis, Indianápolis, Oakland, Ontario, Los Ángeles
- UPS Airlines - Kona, Louisville